# النا پودزامسکا
النا پودزامسکا (اسلواکی: Elena Podzámska؛ زادهٔ ۷ ژانویهٔ ۱۹۷۲) بازیگر و صداپیشه اهل کشور اسلواکی است. وی از سال ۱۹۸۳ میلادی تاکنون مشغول فعالیت بوده‌است.